# Gale Brewer
Gale Arnot Brewer (6 september 1951) is een Amerikaans politica van de Democratische Partij. Van 1 januari 2014 tot en met 31 december 2021 was ze borough president (stadsdeelvoorzitter) van Manhattan in de stad New York. Eerder was ze lid van de gemeenteraad van New York van 2002 tot 2013, waar ze de Upper West Side en het noordelijke deel van Clinton vertegenwoordigde. Na haar jaren als stadsdeelvoorzitter keerde ze op 1 januari 2022 terug in de gemeenteraad.